# Gleichnis vom Sauerteig

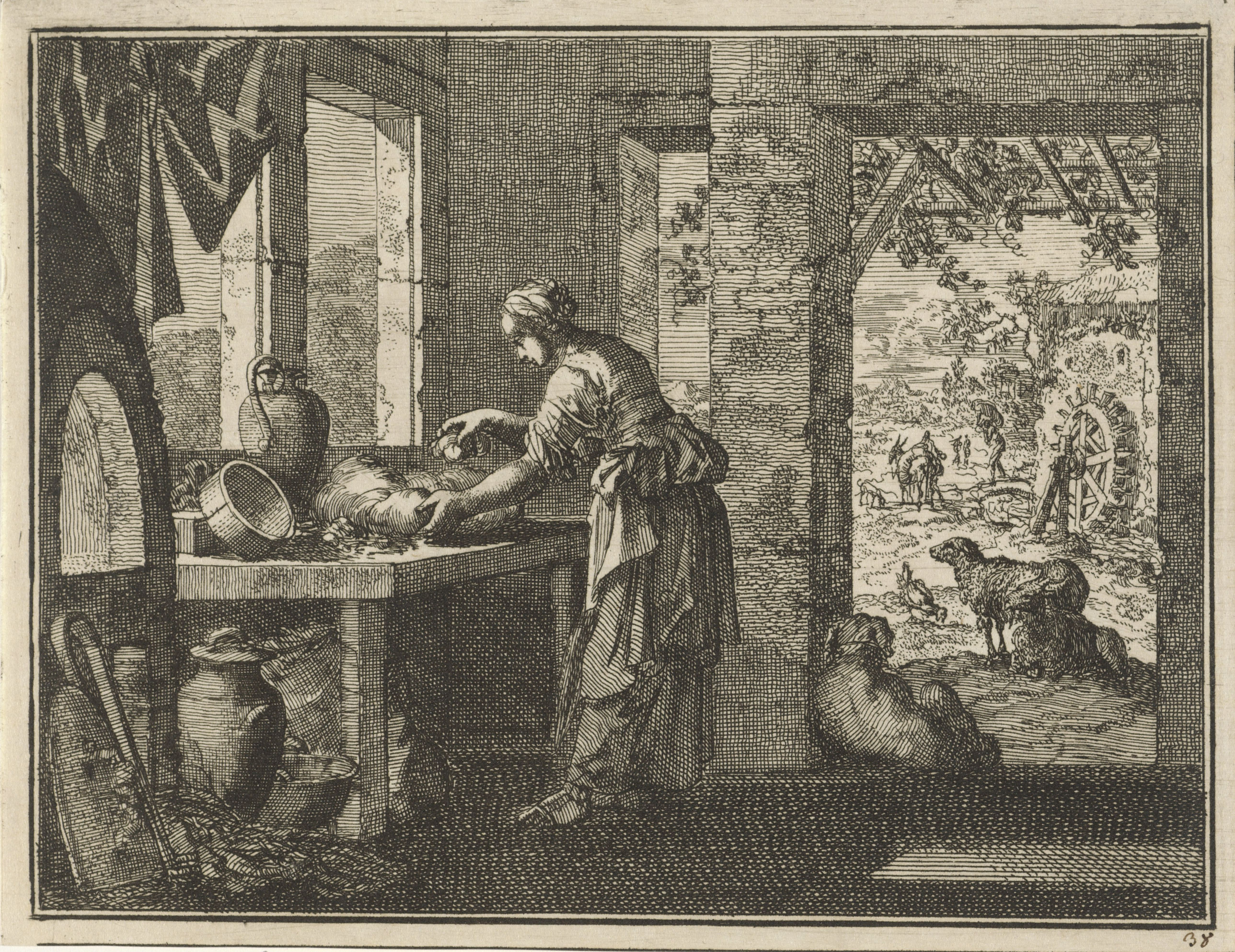
Darstellung des Gleichnisses in einer Radierung Jan Luykens

Das Gleichnis vom Sauerteig ist ein Gleichnis Jesu, das in den Evangelien nach Matthäus (Mt 13,33 ) und Lukas (Lk 13,20–21 ) überliefert ist. 

## Wortlaut
Das Gleichnis in der bei Matthäus überlieferten Form lautet in der Lutherübersetzung (revidierte Fassung von 1984):

„Ein anderes Gleichnis sagte er ihnen: Das Himmelreich gleicht einem Sauerteig, den eine Frau nahm und unter drei Scheffel Mehl mengte, bis es ganz durchsäuert war.“

In ähnlicher Form überliefert der Evangelist Lukas das Gleichnis:

„Und wiederum sprach er: Womit soll ich das Reich Gottes vergleichen? Es gleicht einem Sauerteig, den eine Frau nahm und unter drei Scheffel Mehl mengte, bis es ganz durchsäuert war.“

## Deutung
Das Gleichnis ist weitgehend bedeutungsgleich mit dem in beiden Evangelien unmittelbar vorangehenden Gleichnis vom Senfkorn. In beiden Fällen soll ausgedrückt werden, dass das Reich Gottes sehr klein und unauffällig beginnt, aber dort, wo das Evangelium verkündigt und angenommen wird, zunehmend an Raum gewinnt. Die sehr große, für einen Privathaushalt unübliche, Menge von einem halben Zentner Mehl (wörtlich 3 Sata = „Maß“; entspricht etwa 36 Litern) unterstreicht, dass das Reich Gottes, trotz kleinen Beginns unbeschreibliche Ausmaße annimmt.
Auch in der Antike wurde vor allem gesäuertes Brot gegessen. Hierzu benötigte man Sauerteig zum Säuern des Brotteigs. Man ließ in der Regel einen kleinen Teil des Brotteigs sauer werden und bewahrte ihn bis zum nächsten Backen auf. Der Sauerteig wurde vor dem Backen mit Wasser gemischt und zum Gären gebracht. Dieses Gemisch wurde dann, unter Zugabe von weiterem Wasser und Salz, mit dem Teig gemischt. Hierfür genügte bereits eine sehr kleine Menge an Sauerteig.